# Безелга (Томар)
Безелга (порт. Beselga) — район (фрегезия) в Португалии, входит в округ Сантарен. Является составной частью муниципалитета Томар. По старому административному делению входил в провинцию Рибатежу. Входит в экономико-статистический субрегион Медиу-Тежу, который входит в Центральный регион. Население составляет 880 человек на 2001 год. Занимает площадь 13,73 км².